# بيرسي فايت

بيرسي فايت عام 1942

بيرسي فايت (بالإنجليزية: Percy Faith)‏ (7 أبريل 1908 في تورونتو، كندا - 9 فبراير 1976 في كاليفورنيا، الولايات المتحدة) كان قائد أوركسترا أمريكي، كندي الأصل.
قام بيرسي بتعليمه الموسيقي في تورونتو ودرس عند لويس وايزمان وفرانك ويلمان. أصبح قائد أوركسترا خاصة به عام 1931 ثم عمل لصالح سي بي سي/ إذاعة كندا كقائد أوركسترا أيضاً من عام 1938 إلى غاية 1940. بعدها وفي نفس السنة سافر إلى الولايات المتحدة الأمريكية. ألف بيرسي موسيقى تصويرية لعدد من الأفلام مثل (Love Me or Leave Me) عام 1955، (Tammy Tell Me True) عام 1961، (The Love Goddesses) عام 1964 وغيرها من الأفلام.

## الجوائز
- رُشح عام 1956 لجائزة الأوسكار في تصنيف أحسن موسيقى تصويرية لفيلم (Love Me or Leave Me؛1955).

## وصلات خارجية
- بيرسي فايت على موقع IMDb (الإنجليزية)
- بيرسي فايت على موقع ميوزك برينز (الإنجليزية)
- بيرسي فايت على موقع إن إن دي بي (الإنجليزية)
- بيرسي فايت على موقع أول ميوزيك (الإنجليزية)
- بيرسي فايت على موقع ديسكوغز (الإنجليزية)
- بيرسي فايت على موقع ديسكوغز (الإنجليزية)
- بيرسي فايت على موقع قاعدة بيانات الفيلم (الإنجليزية)

- سيرة ذاتية (باللغة الإنجليزية)
- صفحة خاصة عن حياة بيرسي فايت وأعماله الموسيقية